# Portrait de Désiré Dihau
Le Portrait de Désiré Dihau (esquisse pour « L'Orchestre de l'Opéra ») est un tableau peint par Edgar Degas en 1870. Il mesure 48,9 cm de haut sur 59,7 cm de large. Il est conservé au musée des Beaux-Arts de San Francisco.

## Contexte, description et analyse
Le tableau, une huile sur toile de 48,9 cm de hauteur sur 59,7 cm de largeur, peint en 1870 par Edgar Degas, est un portrait du bassoniste de l'Opéra de Paris, Désiré Dihau. Il s'agit d'une esquisse pour L'Orchestre de l'Opéra montrant que l'idée première de Degas pour le portrait du bassoniste était, non pas un « portrait de groupe », mais un portrait individuel à l'exemple des autres portraits, réalisés peu de temps auparavant, de musiciens comme la sœur de Désiré, Marie Dihau au piano, le violoncelliste Louis-Marie Pilet, le flûtiste Joseph-Henri Altès, ou, un peu plus tard, le guitariste Lorenzo Pagans (en).